# Distretto di Carampoma
Il distretto di Carampoma è uno dei trentadue distretti della provincia di Huarochirí, in Perù. Si trova nella regione di Lima e si estende su una superficie di 234,21 chilometri quadrati.
Ha per capitale la città di Carampoma.